# Giuseppe Torti
Giuseppe Torti (Ronco sopra Ascona, 1º febbraio 1928 – Bellinzona, 14 marzo 2005) è stato un vescovo cattolico svizzero.

## Biografia
Giuseppe Torti nacque il 1º febbraio 1928 a Ronco sopra Ascona e fu ordinato sacerdote il 7 giugno 1952 a Lugano.
Fu arciprete-parroco di Bellinzona per 35 anni, dal 1952 al 1987.
Successivamente fu direttore di Caritas Ticino, provicario generale e in seguito vicario generale di mons. Eugenio Corecco, che affiancò da vicino nel periodo della malattia.
Il 9 giugno 1995 fu eletto successore di mons. Corecco e ricevette l'ordinazione episcopale a Lugano, nella cattedrale di San Lorenzo, il 10 settembre 1995, prendendo possesso della diocesi lo stesso giorno. Esercitò il ministero con passione e dedizione nonostante una salute tutt'altro che solida. Concluse ufficialmente il suo mandato il 25 gennaio 2004, giorno dell'ordinazione episcopale del suo successore, mons. Pier Giacomo Grampa.
Morì il 14 marzo 2005 a Bellinzona, dove nell'agosto 2003 si era ritirato nella Casa di riposo Paganini Ré. I funerali si svolsero il 16 marzo 2005 nella cattedrale di Lugano. La sua salma riposa nella cripta della chiesa del Sacro Cuore, che accoglie gli amministratori apostolici e i vescovi defunti del Ticino.

## Abusi sessuali nella Chiesa
In seguito ad un'inchiesta dell'Università di Zurigo sugli abusi sessuali nella Chiesa cattolica in Svizzera   è emerso che la distruzione dei documenti d'archivio sui casi di abuso iniziata dal vescovo Eugenio Corecco è stata terminata dal vescovo Torti. Le informazioni su chi avrebbe dato l'ordine di "purificare" l'archivio diocesano provengono tutte da don Oliviero Bernasconi, vicario episcopale di Giuseppe Torti, non si può perciò escludere il conflitto d'interesse di questa fonte, come è stato evidenziato.

## Genealogia episcopale
La genealogia episcopale è:
- Cardinale Scipione Rebiba
- Cardinale Giulio Antonio Santori
- Cardinale Girolamo Bernerio, O.P.
- Arcivescovo Galeazzo Sanvitale
- Cardinale Ludovico Ludovisi
- Cardinale Luigi Caetani
- Cardinale Ulderico Carpegna
- Cardinale Paluzzo Paluzzi Altieri degli Albertoni
- Papa Benedetto XIII
- Papa Benedetto XIV
- Papa Clemente XIII
- Cardinale Enrico Benedetto Stuart
- Papa Leone XII
- Cardinale Chiarissimo Falconieri Mellini
- Cardinale Camillo Di Pietro
- Cardinale Mieczysław Halka Ledóchowski
- Cardinale Jan Maurycy Paweł Puzyna de Kosielsko
- Arcivescovo Józef Bilczewski
- Arcivescovo Bolesław Twardowski
- Arcivescovo Eugeniusz Baziak
- Papa Giovanni Paolo II
- Cardinale Gilberto Agustoni
- Vescovo Giuseppe Torti